# Chlamyphorus truncatus
O pichiciego-menor (Chlamyphorus truncatus) é a única espécie de tatu do gênero Chlamyphorus. São os menores tatus do mundo e uma das mais raras espécies de mamíferos da América do Sul.
Trata-se de um dos mamíferos mais raros do mundo, sendo encontrado no subterrâneo das planícies da Argentina. Os pichiciegos-menores permanecem em suas tocas durante o dia, saindo à noite para alimentar-se. Sua dieta é composta principalmente de formigas, mas eles também comem larvas de insetos, minhocas, raízes e outras partes de plantas. Hábeis cavadores, podem enterrar-se completamente em questão de segundos.

## Descrição

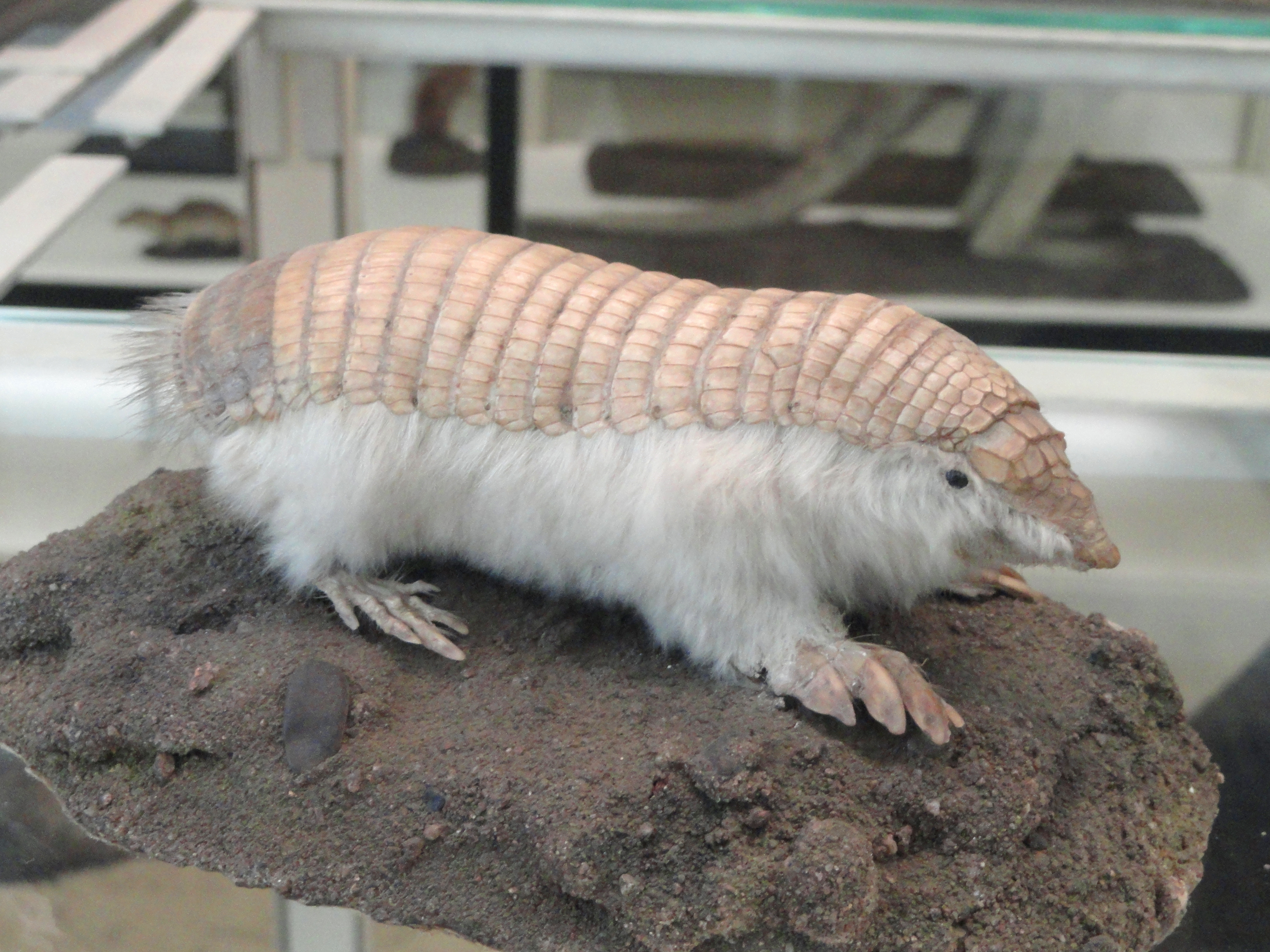
Exemplar taxidermizado exposto no Museu de História Natural Senckenberg

Com comprimento do focinho ao ventre variando de 84 mm a 117 mm e uma cauda medindo entre 27 mm e 35 mm, a C. truncatus é a menor das espécies de tatu. Sua carapaça, de coloração rosa-claro, apoia-se sobre duas elevações, uma óssea, próxima aos olhos, e outra muscular, que se estende ao longo da espinha dorsal. Os membros e as regiões ventral e dorsal do corpo, sob a carapaça, tem pelagem branca, fina e macia. Todas as cintas da carapaça movimentam-se livremente.
Os pichiciegos-menores são a única espécie de tatu na qual a carapaça dorsal fica quase toda separada do corpo. A placa óssea na parte posterior da carapaça é firmemente ligada aos ossos da pelve do animal. A cauda tem forma de espátula e projeta-se através de um corte em V na placa traseira da carapaça. Por não serem capazes de levantar a própria cauda, os pichiciegos-menores a arrastam enquanto caminham. As fêmeas da espécie possuem duas mamas. Os filhotes de pichiciego-menor assemelham-se a seus pais, mas suas carapaças tornam-se rígidas somente quando estes atingem a idade adulta.

## Sistemática
O pichiciego-menor é a única espécie de tatu do gênero Chlamyphorus. No passado, os pichiciegos-maiores (Chlamyphorus retusus) estavam subordinados a este, mas têm atualmente o seu próprio gênero, o Calyptophractus (Calyptophractus retusus), sendo também a única espécie de tatu do mesmo.
A característica que diferencia tanto o pichiciego-menor quanto o pichiciego-maior das outras espécies da família dos Clamiforídeos é a carapaça pélvica firmemente ligada à espinha e aos ossos da pelve. Além disso, em ambas as espécies a carapaça dorsal possui 24 segmentos, ou cintas, as quais, por serem ligadas através de tecidos flexíveis, são móveis. A extremidade posterior da carapaça dorsal termina abruptamente, como se tivesse sido truncada. No C. truncatus a parte da carapaça que protege a cabeça do animal é mais desenvolvida do que na C. retusus.
Ambas as espécies estão subordinadas à família dos tatus clamiforídeos. Dentro desta, os gêneros Calyptophractus e Chlamyphorus, juntos aos gêneros Chaetophractus, Euphractus e Zaedyus, formam a sua própria subfamília, os Eufractíneos. Esta subfamília é o táxon-irmão da subfamília dos tolipeutíneos, à qual pertencem, entre outras espécies, o tatu-bola-da-caatinga (Tolypeutes tricinctus), o tatuaçu (Priodontes) e o tatu-de-rabo-mole (Cabassous). De acordo com investigações biológico-moleculares, ambas as subfamílias já haviam divergido uma da outra há mais de 33 milhões de anos, no oligoceno.

## Habitat e ecologia
Os pichiciegos-menores tem como habitat pradarias e planícies arenosas, com cactus e arbustos espinhosos. De hábitos noturnos, permanem em suas tocas durante o dia, saindo à noite em busca de alimento. São animais lentos, exceto ao cavar - são capazes de enterrar-se completamente em questão de segundos, quando ameaçados. Para cavar, apoiam-se sobre a sua cauda, jogando a terra muito rapidamente por debaixo e para trás de si mesmos, enquanto usam as extremidades dos membros torácicos para amontoá-la e as dos membros pélvicos para espalhá-la.
Eles podem usar a placa posterior de sua carapaça para fechar a entrada da toca onde se encontram, de maneira semelhante a uma rolha. Preferem escavar suas tocas em regiões onde o solo é seco e quente, próximo a formigueiros, sua principal fonte de alimento. Caso o solo fique demasiado úmido, esses animais abandonam as suas tocas. Os pichiciegos-menores são omnívoros, mas a sua dieta compõe-se em primeira linha de formigas. Podem, contudo, alimentar-se de larvas, minhocas, caramujos, raízes e outras partes de vegetais.

## Biologia e conservação
Os pichiciegos-menores não se dão bem em cativeiro, sendo que nenhum espécime sobreviveu por mais de quatro anos nestas condições. Entre 1996 e 2006 o C. truncatus era, de acordo com a União Internacional para a Conservação da Natureza e dos Recursos Naturais (IUCN), uma espécie ameaçada de extinção, com estado de conservação vulnerável, devido à destruição de seu habitat e a predação conduzida por cães domésticos. Entre 2006 e 2008 o risco de extição da espécie era pouco preocupante, com estado de conservação quase-vulnerável. Desde 2008, contudo, a IUCN classifica o estado de conservação da espécie como desconhecido, devido à falta de informações sobre o seu estado populacional.

## Galeria de imagens

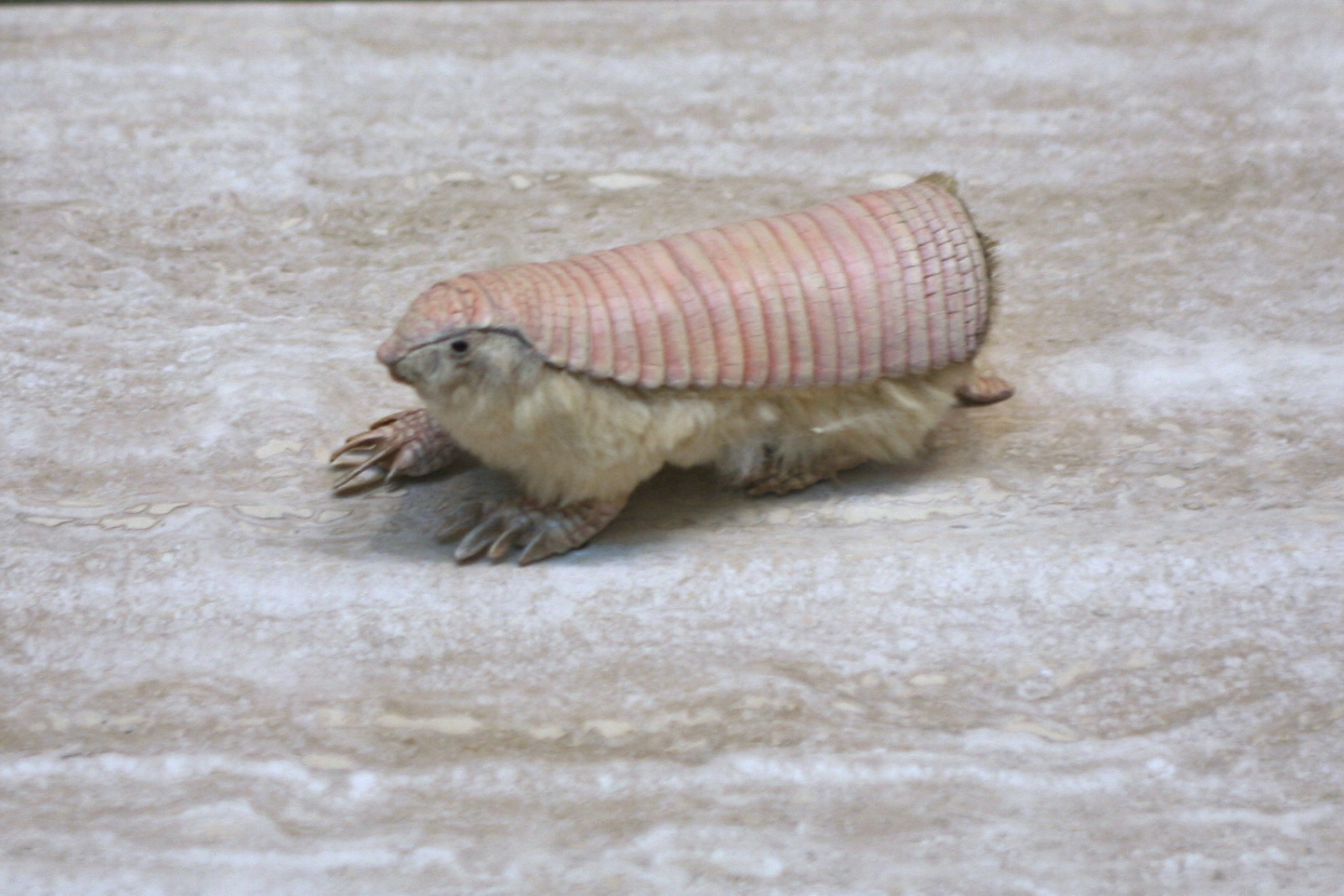
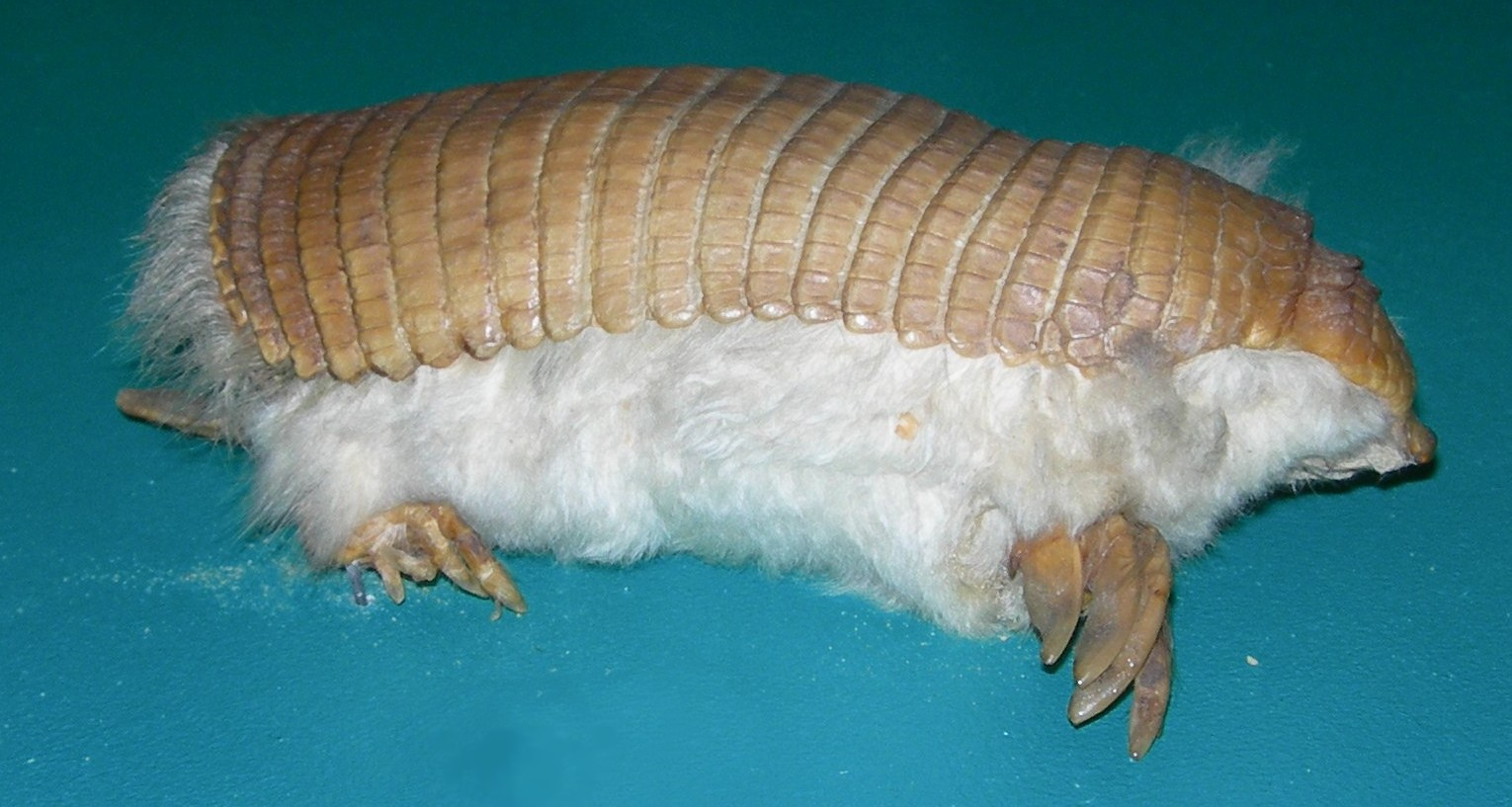
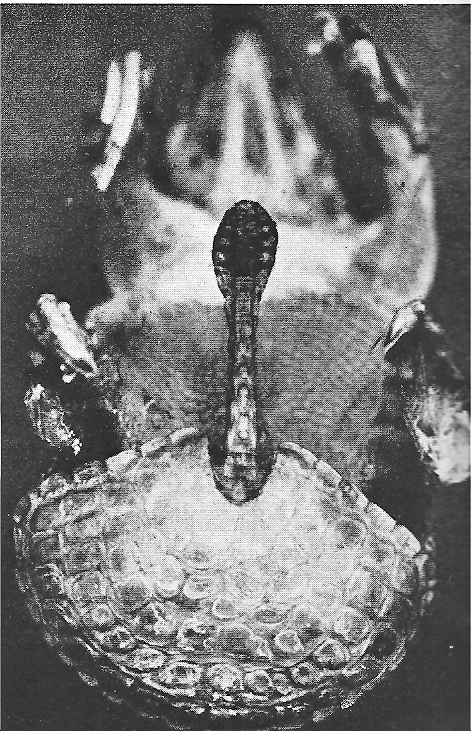
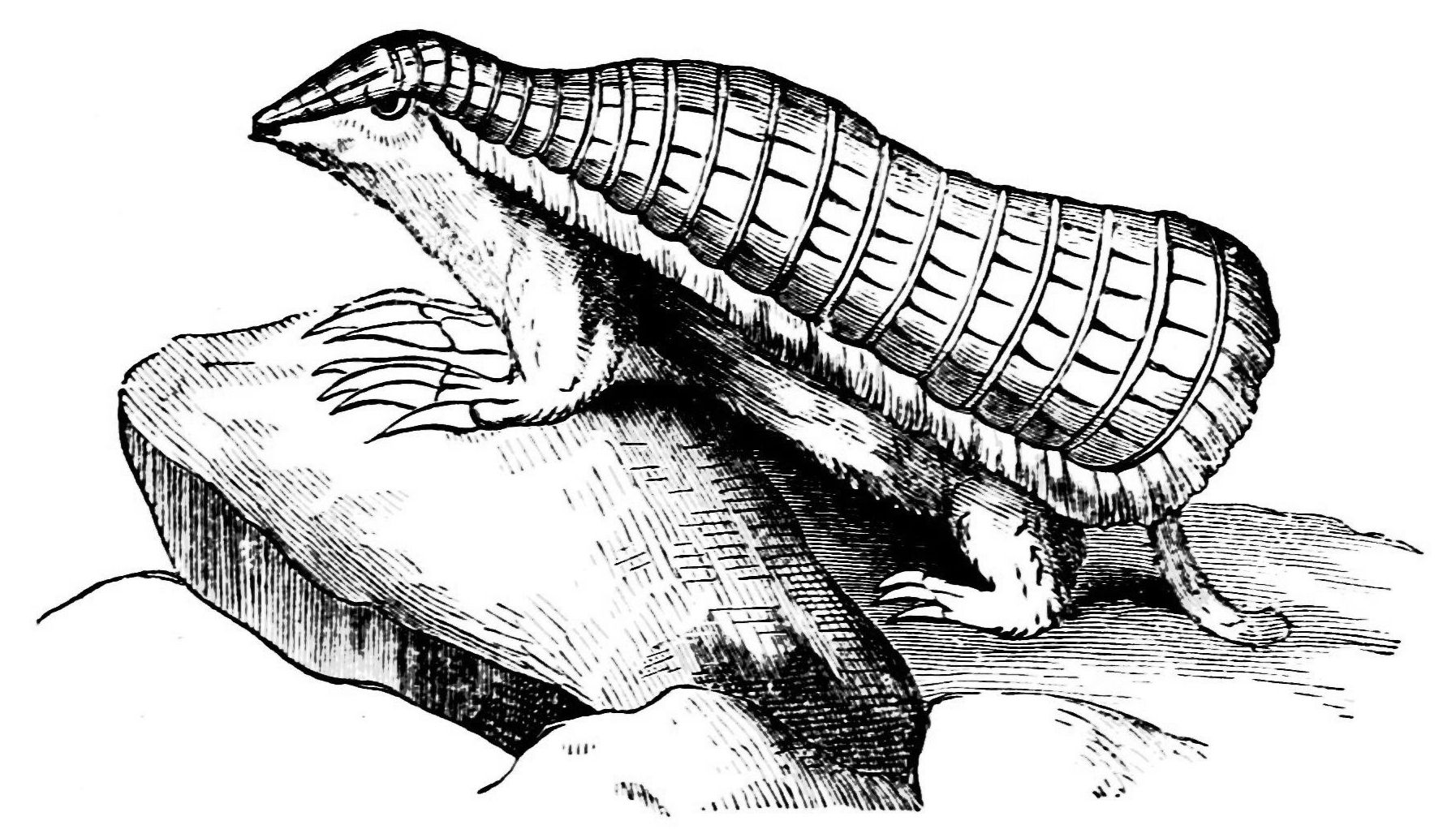

## Literatura
- Nowak, R.M (1999). Walker’s Mammals of the World (em inglês) 6ª ed. Baltimore, MD: Johns Hopkins University Press. p. 158-168